# Georg Muratori

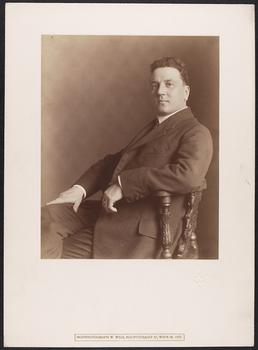
Georg Muratori

Georg Muratori (24. April 1875 in Wien – 1929) war ein österreichischer Theaterschauspieler.

## Leben
Georg Muratori, Sohn eines Beamten, absolvierte zunächst eine Handelsakademie und arbeitete dann als Bankbeamter. Doch es zog ihn zum Theater, wo er 1897 in Laibach debütierte. Im Juni 1898 debütierte er am Hoftheater in Weimar. 1920 spielte er am Burgtheater.